# Lellapere-Nurme
Lellapere-Nurme – wieś w Estonii, prowincji Rapla, w gminie Kehtna.